# Fahrzeugsegnung

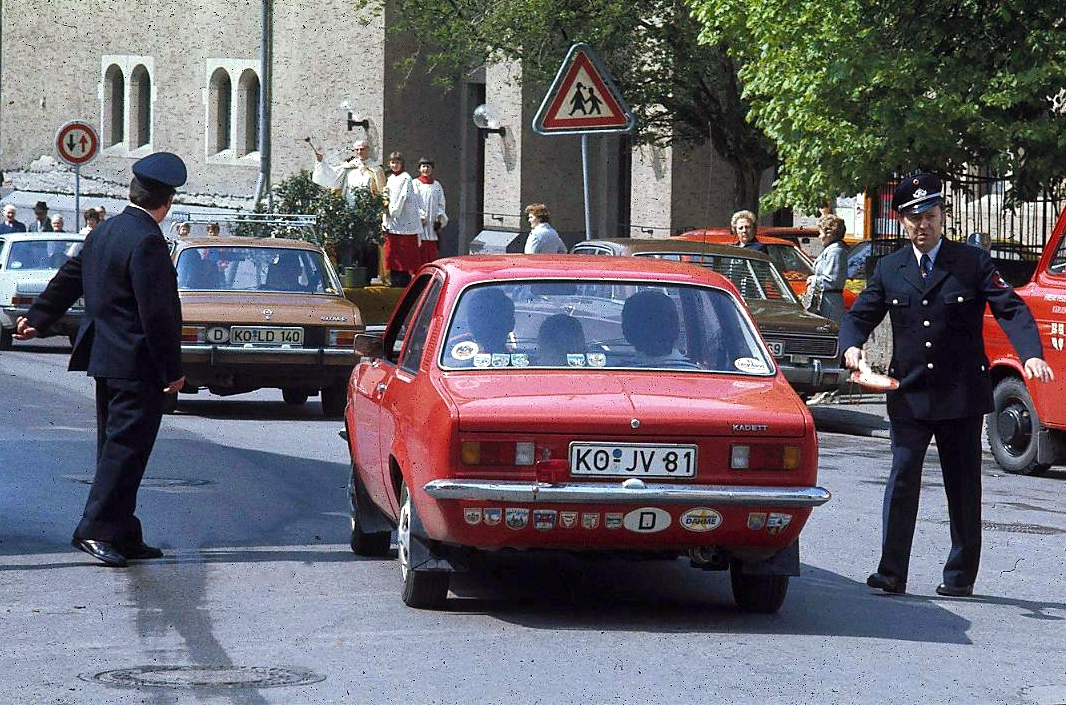
Fahrzeugsegnung in Mülheim-Kärlich 1977

Die Fahrzeugsegnung ist eine Segnung der katholischen und orthodoxen Kirche. Mit ihr werden Fahrzeuge oder Luftfahrzeuge (Flugzeuge, Ballons) gesegnet, um für ihren Gebrauch Schutz und Heil von Gott zu erbitten. Zu den Fahrzeugen, die die Kirche segnet, gehören auch Schiffe, neue Eisenbahnlinien und ihre Fahrzeuge, Motorräder und Fahrräder. 
Der Segen wird vom Priester oder Diakon durch das Segensgebet aus dem Benediktionale gespendet, dabei werden die Fahrzeuge zudem oft mit Weihwasser besprengt und, vor allem in der orthodoxen Kirche, auch inzensiert. Die Segnung kann für ein einzelnes Fahr- oder Flugzeug erfolgen. Verbreitet werden jedoch auch einmal jährlich vor allem neue Kraftfahrzeuge im Rahmen eines Gottesdienstes gesegnet. 
Bei der Segnung können die Fahrzeuge einem Schutzpatron unterstellt werden. Häufig gewählte Schutzpatrone sind der hl. Christophorus, einer der vierzehn Nothelfer, der Schutzheiliger der Reisenden ist, und, vor allem für Feuerwehrautos, der hl. Florian. Vom Patronat des hl. Christophorus leiten sich die verbreiteten Christophorusmedaillen und -plaketten ab, die in Autos befestigt werden. Der hl. Christophorus wird als Nothelfer auch gegen einen unvorbereiteten Tod angerufen. Außerdem beginnt bei den Rettungshubschraubern in Deutschland deshalb das Funkrufzeichen mit „Christoph“, in Österreich die der ÖAMTC-Hubschrauber.